# Pelópidas da Silveira
Pelópidas Silveira (Recife, 15 de abril de 1915 — Recife, 6 de setembro de 2008) foi um engenheiro e político brasileiro. Foi prefeito do Recife e secretário de governo de Pernambuco.

## Formação acadêmica
Formou-se em engenharia civil pela Escola de Engenharia de Pernambuco, atuando na conservação do porto da capital e na construção de estradas no interior do estado. Também atuou como professor das escolas de Engenharia e Arquitetura da Universidade Federal de Pernambuco (UFPE).

## Vida política
Em fevereiro de 1946, foi nomeado prefeito do Recife pelo governador José Domingues da Silva, permanecendo no cargo até agosto do mesmo ano. Candidato ao governo estadual pela Esquerda Democrática (depois, Partido Socialista Brasileiro), com apoio do PCB, foi derrotado em janeiro de 1947 por Barbosa Lima Sobrinho (PSD). Apesar disso, venceu na capital e cidades vizinhas com um total de 58 mil votos (contra 91,9 mil do candidato do PSD, e 91,4 mil de Neto Campelo, da UDN).
Na década de 1950, continuou ligado à atividade política, participando da campanha O Petróleo é nosso. Em 1955, na primeira eleição popular para a prefeitura da capital, foi lançando candidato a prefeito pela Frente do Recife, coligação que reunia seu partido (o PSB), o PTB e o PTN, com apoio dos comunistas (então na clandestinidade). Foi eleito com 81 mil votos (dois terços do eleitorado) contra Antônio Alves Pereira, candidato conservador do PRT, que recebeu 23 mil votos (19%).
Durante seu governo, priorizou as obras viárias, a instalação do ônibus elétrico e a higienização das feiras públicas. Também abriu as Audiências Públicas e estimulou a formação de associações de bairros. Em 1958, antes da conclusão do seu mandato, foi candidato a vice-governador na chapa de Cid Sampaio, lançado pela coalizão UDN/PSB/PTB/PSP/PTN. Mas a vitória de Cid Sampaio criou um problema na prefeitura do Recife, porque Pelópidas recusou-se a deixar o cargo de prefeito para assumir o de vice-governador, o que daria posse ao seu substituto e adversário, Vieira de Menezes. Após um longo processo judicial, Pelópidas deixou a prefeitura somente em dezembro de 1959, mas somente após assegurar a eleição de seu sucessor, Miguel Arraes.
Em 1962, candidatou-se a deputado federal pelo PSB, mas conquistou apenas a suplência. No ano seguinte, foi chamado pelo governador Miguel Arraes para ocupar a secretaria de Viação. Ainda em 1963, foi lançado novamente como candidato à prefeitura de Recife, pela aliança PSB/PTB, obtendo uma nova vitória eleitoral em 18 de agosto. No entanto, não permaneceu até o fim do mandato porque, como aliado do governador Arraes, foi preso em 2 de abril de 1964 (em função do golpe militar) e seu mandato foi cassado pela Câmara de Vereadores de Recife. Seria libertado somente em dezembro do mesmo ano, mas no ano seguinte foi aposentado compulsoriamente da UFPE.
Em 1980, beneficiado pela Abertura política, foi reintegrado à UFPE, mas aposentou-se no ano seguinte. Filiou-se ao PMDB.

## Vida pessoal
Foi casado com Maria da Luz de Sousa Campos, com quem teve três filhos.